# Formule 1 in 2002

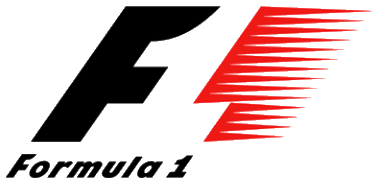
Formule 1 logo

Het Formule 1-seizoen 2002 was het 53ste FIA Formula One World Championship. Het seizoen startte op 3 maart en eindigde op 13 oktober na zeventien races.
De Duitser Michael Schumacher behaalde, nu met Scuderia Ferrari, voor de vijfde maal het wereldkampioenschap Formule 1; van deze zege was hij reeds na 11 van de 17 grote prijzen verzekerd.
Renault neemt Benetton over.
Toyota is nieuw in de Formule 1.
Prost Grand Prix beëindigde zijn deelname aan de Formule 1 aan het einde van 2001.

## Kalender

Landen die in 2002 een Grand Prix organiseerden zijn getoond in het groen, voormalige organiserende landen zijn getoond in het donkergrijs.

| GP nr. | Ronde | Grand Prix                 | Circuit                        | Plaats                    | Datum        |
| ------ | ----- | -------------------------- | ------------------------------ | ------------------------- | ------------ |
| 681    | 1     | GP van Australië           | Albert Park Street Circuit     | Melbourne                 | 3 maart      |
| 682    | 2     | GP van Maleisië            | Sepang International Circuit   | Sepang                    | 17 maart     |
| 683    | 3     | GP van Brazilië            | Autódromo José Carlos Pace     | São Paulo                 | 31 maart     |
| 684    | 4     | GP van San Marino          | Autodromo Enzo e Dino Ferrari  | Imola                     | 14 april     |
| 685    | 5     | GP van Spanje              | Circuit de Barcelona-Catalunya | Montmeló                  | 28 april     |
| 686    | 6     | GP van Oostenrijk          | A1 Ring                        | Spielberg bei Knittelfeld | 12 mei       |
| 687    | 7     | GP van Monaco              | Circuit de Monaco              | Monte Carlo               | 26 mei       |
| 688    | 8     | GP van Canada              | Circuit Gilles Villeneuve      | Montreal (Quebec)         | 9 juni       |
| 689    | 9     | GP van Europa              | Nürburgring GP-Strecke         | Nürburg                   | 23 juni      |
| 690    | 10    | GP van Groot-Brittannië    | Silverstone Circuit            | Silverstone               | 7 juli       |
| 691    | 11    | GP van Frankrijk           | Circuit de Nevers Magny-Cours  | Magny-Cours               | 21 juli      |
| 692    | 12    | GP van Duitsland           | Hockenheimring                 | Hockenheim                | 28 juli      |
| 693    | 13    | GP van Hongarije           | Hungaroring                    | Mogyoród                  | 18 augustus  |
| 694    | 14    | GP van België              | Circuit de Spa-Francorchamps   | Stavelot                  | 1 september  |
| 695    | 15    | GP van Italië              | Autodromo Nazionale Monza      | Monza                     | 15 september |
| 696    | 16    | GP van de Verenigde Staten | Indianapolis Motor Speedway    | Indianapolis (Indiana)    | 29 september |
| 697    | 17    | GP van Japan               | Circuit Suzuka                 | Suzuka                    | 13 oktober   |

### Kalenderwijziging in 2002
- De Grand Prix van Groot-Brittannië en de Grand Prix van Frankrijk werden op de kalender omgewisseld ten opzichte van 2001.

## Ingeschreven teams en coureurs
De volgende teams en coureurs namen deel aan het 'FIA Wereldkampioenschap F1' 2002.
| Inschrijving               | Constructeur     | Chassis     | Motor                       | Banden | Nr. | Coureur               | Ronde       |
| -------------------------- | ---------------- | ----------- | --------------------------- | ------ | --- | --------------------- | ----------- |
| Scuderia Ferrari Marlboro  | Ferrari          | F2001 F2002 | Ferrari 050 Ferrari 051     | B      | 1   | Michael Schumacher    | Alle        |
| Scuderia Ferrari Marlboro  | Ferrari          | F2001 F2002 | Ferrari 050 Ferrari 051     | B      | 2   | Rubens Barrichello    | Alle        |
| West McLaren Mercedes      | McLaren-Mercedes | MP4-17      | Mercedes FO110M             | M      | 3   | David Coulthard       | Alle        |
| West McLaren Mercedes      | McLaren-Mercedes | MP4-17      | Mercedes FO110M             | M      | 4   | Kimi Räikkönen        | Alle        |
| BMW WilliamsF1 Team        | Williams-BMW     | FW24        | BMW P82                     | M      | 5   | Ralf Schumacher       | Alle        |
| BMW WilliamsF1 Team        | Williams-BMW     | FW24        | BMW P82                     | M      | 6   | Juan Pablo Montoya    | Alle        |
| Sauber Petronas            | Sauber-Petronas  | C21         | Petronas 02A                | B      | 7   | Nick Heidfeld         | Alle        |
| Sauber Petronas            | Sauber-Petronas  | C21         | Petronas 02A                | B      | 8   | Felipe Massa          | 1–15, 17    |
| Sauber Petronas            | Sauber-Petronas  | C21         | Petronas 02A                | B      | 8   | Heinz-Harald Frentzen | 16          |
| DHL Jordan Honda           | Jordan-Honda     | EJ12        | Honda RA002E                | B      | 9   | Giancarlo Fisichella  | Alle        |
| DHL Jordan Honda           | Jordan-Honda     | EJ12        | Honda RA002E                | B      | 10  | Takuma Sato           | Alle        |
| Lucky Strike BAR Honda     | BAR-Honda        | 004         | Honda RA002E                | B      | 11  | Jacques Villeneuve    | Alle        |
| Lucky Strike BAR Honda     | BAR-Honda        | 004         | Honda RA002E                | B      | 12  | Olivier Panis         | Alle        |
| Mild Seven Renault F1 Team | Renault          | R202        | Renault RS22                | M      | 14  | Jarno Trulli          | Alle        |
| Mild Seven Renault F1 Team | Renault          | R202        | Renault RS22                | M      | 15  | Jenson Button         | Alle        |
| Jaguar Racing F1 Team      | Jaguar-Cosworth  | R3 R3B      | Cosworth CR-3 Cosworth CR-4 | M      | 16  | Eddie Irvine          | Alle        |
| Jaguar Racing F1 Team      | Jaguar-Cosworth  | R3 R3B      | Cosworth CR-3 Cosworth CR-4 | M      | 17  | Pedro de la Rosa      | Alle        |
| Orange Arrows              | Arrows-Cosworth  | A23         | Cosworth CR-3               | B      | 20  | Heinz-Harald Frentzen | 1–12        |
| Orange Arrows              | Arrows-Cosworth  | A23         | Cosworth CR-3               | B      | 21  | Enrique Bernoldi      | 1–12        |
| KL Minardi Asiatech        | Minardi-Asiatech | PS02        | Asiatech AT02               | M      | 22  | Alex Yoong            | 1–12, 15–17 |
| KL Minardi Asiatech        | Minardi-Asiatech | PS02        | Asiatech AT02               | M      | 22  | Anthony Davidson      | 13–14       |
| KL Minardi Asiatech        | Minardi-Asiatech | PS02        | Asiatech AT02               | M      | 23  | Mark Webber           | Alle        |
| Panasonic Toyota Racing    | Toyota           | TF102       | Toyota RVX-02               | M      | 24  | Mika Salo             | Alle        |
| Panasonic Toyota Racing    | Toyota           | TF102       | Toyota RVX-02               | M      | 25  | Allan McNish          | Alle        |

## Resultaten en klassement

### Grands Prix
| Ronde | Grand Prix                 | Poleposition       | Snelste ronde      | Winnende coureur   | Winnende constructeur | Banden | Verslag |
| ----- | -------------------------- | ------------------ | ------------------ | ------------------ | --------------------- | ------ | ------- |
| 1     | GP van Australië           | Rubens Barrichello | Kimi Räikkönen     | Michael Schumacher | Ferrari               | B      | Verslag |
| 2     | GP van Maleisië            | Michael Schumacher | Juan Pablo Montoya | Ralf Schumacher    | Williams-BMW          | M      | Verslag |
| 3     | GP van Brazilië            | Juan Pablo Montoya | Juan Pablo Montoya | Michael Schumacher | Ferrari               | B      | Verslag |
| 4     | GP van San Marino          | Michael Schumacher | Rubens Barrichello | Michael Schumacher | Ferrari               | B      | Verslag |
| 5     | GP van Spanje              | Michael Schumacher | Michael Schumacher | Michael Schumacher | Ferrari               | B      | Verslag |
| 6     | GP van Oostenrijk          | Rubens Barrichello | Michael Schumacher | Michael Schumacher | Ferrari               | B      | Verslag |
| 7     | GP van Monaco              | Juan Pablo Montoya | Rubens Barrichello | David Coulthard    | McLaren-Mercedes      | M      | Verslag |
| 8     | GP van Canada              | Juan Pablo Montoya | Juan Pablo Montoya | Michael Schumacher | Ferrari               | B      | Verslag |
| 9     | GP van Europa              | Juan Pablo Montoya | Michael Schumacher | Rubens Barrichello | Ferrari               | B      | Verslag |
| 10    | GP van Groot-Brittannië    | Juan Pablo Montoya | Rubens Barrichello | Michael Schumacher | Ferrari               | B      | Verslag |
| 11    | GP van Frankrijk           | Juan Pablo Montoya | David Coulthard    | Michael Schumacher | Ferrari               | B      | Verslag |
| 12    | GP van Duitsland           | Michael Schumacher | Michael Schumacher | Michael Schumacher | Ferrari               | B      | Verslag |
| 13    | GP van Hongarije           | Rubens Barrichello | Michael Schumacher | Rubens Barrichello | Ferrari               | B      | Verslag |
| 14    | GP van België              | Michael Schumacher | Michael Schumacher | Michael Schumacher | Ferrari               | B      | Verslag |
| 15    | GP van Italië              | Juan Pablo Montoya | Rubens Barrichello | Rubens Barrichello | Ferrari               | B      | Verslag |
| 16    | GP van de Verenigde Staten | Michael Schumacher | Rubens Barrichello | Rubens Barrichello | Ferrari               | B      | Verslag |
| 17    | GP van Japan               | Michael Schumacher | Michael Schumacher | Michael Schumacher | Ferrari               | B      | Verslag |

### Puntentelling
Punten worden toegekend aan de top zes geklasseerde coureurs.
| Positie | 01e0 | 02e0 | 03e0 | 04e0 | 05e0 | 06e0 |
| Punten  | 10   | 6    | 4    | 3    | 2    | 1    |

### Klassement bij de coureurs
| Pos. | Coureur               | AUS  | MAL | BRA  | SMR | SPA  | OOS | MON  | CAN    | EUR  | GBR | FRA | DUI  | HON | BEL  | ITA  | VST | JPN  | Punten |
| ---- | --------------------- | ---- | --- | ---- | --- | ---- | --- | ---- | ------ | ---- | --- | --- | ---- | --- | ---- | ---- | --- | ---- | ------ |
| 1    | Michael Schumacher    | 1    | 3P  | 1    | 1P  | 1PS0 | 1S  | 2    | 1      | 2S   | 1   | 1   | 1PS0 | 2S  | 1PS0 | 2    | 2P  | 1PS0 | 144    |
| 2    | Rubens Barrichello    | DNFP | DNF | DNF  | 2S  | DNS  | 2P  | 7S   | 3      | 1    | 2S  | DNS | 4    | 1P  | 2    | 1S   | 1S  | 2    | 77     |
| 3    | Juan Pablo Montoya    | 2    | 2S  | 5PS0 | 4   | 2    | 3   | DNFP | DNFPS0 | DNFP | 3P  | 4P  | 2    | 11  | 3    | DNFP | 4   | 4    | 50     |
| 4    | Ralf Schumacher       | DNF  | 1   | 2    | 3   | 11†  | 4   | 3    | 7      | 4    | 8   | 5   | 3    | 3   | 5    | DNF  | 16  | 11†  | 42     |
| 5    | David Coulthard       | DNF  | DNF | 3    | 6   | 3    | 6   | 1    | 2      | DNF  | 10  | 3S  | 5    | 5   | 4    | 7    | 3   | DNF  | 41     |
| 6    | Kimi Räikkönen        | 3S   | DNF | 12†  | DNF | DNF  | DNF | DNF  | 4      | 3    | DNF | 2   | DNF  | 4   | DNF  | DNF  | DNF | 3    | 24     |
| 7    | Jenson Button         | DNF  | 4   | 4    | 5   | 12†  | 7   | DNF  | 15†    | 5    | 12† | 6   | DNF  | DNF | DNF  | 5    | 8   | 6    | 14     |
| 8    | Jarno Trulli          | DNF  | DNF | DNF  | 9   | 10†  | DNF | 4    | 6      | 8    | DNF | DNF | DNF  | 8   | DNF  | 4    | 5   | DNF  | 9      |
| 9    | Eddie Irvine          | 4    | DNF | 7    | DNF | DNF  | DNF | 9    | DNF    | DNF  | DNF | DNF | DNF  | DNF | 6    | 3    | 10  | 9    | 8      |
| 10   | Nick Heidfeld         | DNF  | 5   | DNF  | 10  | 4    | DNF | 8    | 12     | 7    | 6   | 7   | 6    | 9   | 10   | 10   | 9   | 7    | 7      |
| 11   | Giancarlo Fisichella  | DNF  | 13  | DNF  | DNF | DNF  | 5   | 5    | 5      | DNF  | 7   | DNQ | DNF  | 6   | DNF  | 8    | 7   | DNF  | 7      |
| 12   | Jacques Villeneuve    | DNF  | 8   | 10†  | 7   | 7    | 10† | DNF  | DNF    | 12   | 4   | DNF | DNF  | DNF | 8    | 9    | 6   | DNF  | 4      |
| 13   | Felipe Massa          | DNF  | 6   | DNF  | 8   | 5    | DNF | DNF  | 9      | 6    | 9   | DNF | 7    | 7   | DNF  | DNF  |     | DNF  | 4      |
| 14   | Olivier Panis         | DNF  | DNF | DNF  | DNF | DNF  | DNF | DNF  | 8      | 9    | 5   | DNF | DNF  | 12  | 12†  | 6    | 12  | DNF  | 3      |
| 15   | Takuma Sato           | DNF  | 9   | 9    | DNF | DNF  | DNF | DNF  | 10     | 16   | DNF | DNF | 8    | 10  | 11   | 12   | 11  | 5    | 2      |
| 16   | Mark Webber           | 5    | DNF | 11   | 11  | DNS  | 12  | 11   | 11     | 15   | DNF | 8   | DNF  | 16  | DNF  | DNF  | DNF | 10   | 2      |
| 17   | Mika Salo             | 6    | 12  | 6    | DNF | 9    | 8   | DNF  | DNF    | DNF  | DNF | DNF | 9    | 15  | 7    | 11   | 14  | 8    | 2      |
| 18   | Heinz-Harald Frentzen | DSQ  | 11  | DNF  | DNF | 6    | 11  | 6    | 13     | 13   | DNF | DNQ | DNF  |     |      |      | 13  |      | 2      |
| 19   | Allan McNish          | DNF  | 7   | DNF  | DNF | 8    | 9   | DNF  | DNF    | 14   | DNF | 11† | DNF  | 14  | 9    | DNF  | 15  | DNS  | 0      |
| 20   | Alex Yoong            | 7    | DNF | 13   | DNQ | DNS  | DNF | DNF  | 14     | DNF  | DNQ | 10  | DNQ  |     |      | 13   | DNF | DNF  | 0      |
| 21   | Pedro de la Rosa      | 8    | 10  | 8    | DNF | DNF  | DNF | 10   | DNF    | 11   | 11  | 9   | DNF  | 13  | DNF  | DNF  | DNF | DNF  | 0      |
| 22   | Enrique Bernoldi      | DSQ  | DNF | DNF  | DNF | DNF  | DNF | 12   | DNF    | 10   | DNF | DNQ | DNF  |     |      |      |     |      | 0      |
| −    | Anthony Davidson      |      |     |      |     |      |     |      |        |      |     |     |      | DNF | DNF  |      |     |      | 0      |
| Pos. | Coureur               | AUS  | MAL | BRA  | SMR | SPA  | OOS | MON  | CAN    | EUR  | GBR | FRA | DUI  | HON | BEL  | ITA  | VST | JPN  | Punten |

| Resultaat                       |
| ------------------------------- |
| Winnaar                         |
| Tweede plaats                   |
| Derde plaats                    |
| Gefinisht (punten behaald)      |
| Gefinisht (geen punten behaald) |
| Niet geklasseerd (NC)           |
| Uitgevallen (DNF)               |
| Niet gekwalificeerd (DNQ)       |
| Gediskwalificeerd (DSQ)         |
| Niet gestart (DNS)              |
| Gewond (INJ)                    |
| Uitgesloten (EX)                |
| Teruggetrokken (WD)             |
| Niet deelgenomen (blanco cel)   |
| P Pole position                 |
| S Snelste ronde                 |

† — Coureur is niet gefinisht in de GP, maar heeft wel 90% van de race-afstand afgelegd, waardoor hij als geklasseerd genoteerd staat.

### Klassement bij de constructeurs
| Pos. | Constructeur     | Nr. | AUS  | MAL | BRA  | SMR | SPA  | OOS | MON  | CAN    | EUR  | GBR | FRA | DUI  | HON | BEL  | ITA  | VST | JPN  | Punten |
| ---- | ---------------- | --- | ---- | --- | ---- | --- | ---- | --- | ---- | ------ | ---- | --- | --- | ---- | --- | ---- | ---- | --- | ---- | ------ |
| 1    | Ferrari          | 1   | 1    | 3P  | 1    | 1P  | 1PS0 | 1S  | 2    | 1      | 2S   | 1   | 1   | 1PS0 | 2S  | 1PS0 | 2    | 2P  | 1PS0 | 221    |
| 1    | Ferrari          | 2   | DNFP | DNF | DNF  | 2S  | DNS  | 2P  | 7S   | 3      | 1    | 2S  | DNS | 4    | 1P  | 2    | 1S   | 1S  | 2    | 221    |
| 2    | Williams-BMW     | 5   | DNF  | 1   | 2    | 3   | 11†  | 4   | 3    | 7      | 4    | 8   | 5   | 3    | 3   | 5    | DNF  | 16  | 11†  | 92     |
| 2    | Williams-BMW     | 6   | 2    | 2S  | 5PS0 | 4   | 2    | 3   | DNFP | DNFPS0 | DNFP | 3P  | 4P  | 2    | 11  | 3    | DNFP | 4   | 4    | 92     |
| 3    | McLaren-Mercedes | 3   | DNF  | DNF | 3    | 6   | 3    | 6   | 1    | 2      | DNF  | 10  | 3S  | 5    | 5   | 4    | 7    | 3   | DNF  | 65     |
| 3    | McLaren-Mercedes | 4   | 3S   | DNF | 12†  | DNF | DNF  | DNF | DNF  | 4      | 3    | DNF | 2   | DNF  | 4   | DNF  | DNF  | DNF | 3    | 65     |
| 4    | Renault          | 14  | DNF  | DNF | DNF  | 9   | 10†  | DNF | 4    | 6      | 8    | DNF | DNF | DNF  | 8   | DNF  | 4    | 5   | DNF  | 23     |
| 4    | Renault          | 15  | DNF  | 4   | 4    | 5   | 12†  | 7   | DNF  | 15†    | 5    | 12† | 6   | DNF  | DNF | DNF  | 5    | 8   | 6    | 23     |
| 5    | Sauber-Petronas  | 7   | DNF  | 5   | DNF  | 10  | 4    | DNF | 8    | 12     | 7    | 6   | 7   | 6    | 9   | 10   | 10   | 9   | 7    | 11     |
| 5    | Sauber-Petronas  | 8   | DNF  | 6   | DNF  | 8   | 5    | DNF | DNF  | 9      | 6    | 9   | DNF | 7    | 7   | DNF  | DNF  | 13  | DNF  | 11     |
| 6    | Jordan-Honda     | 9   | DNF  | 13  | DNF  | DNF | DNF  | 5   | 5    | 5      | DNF  | 7   | DNQ | DNF  | 6   | DNF  | 8    | 7   | DNF  | 9      |
| 6    | Jordan-Honda     | 10  | DNF  | 9   | 9    | DNF | DNF  | DNF | DNF  | 10     | 16   | DNF | DNF | 8    | 10  | 11   | 12   | 11  | 5    | 9      |
| 7    | Jaguar-Cosworth  | 16  | 4    | DNF | 7    | DNF | DNF  | DNF | 9    | DNF    | DNF  | DNF | DNF | DNF  | DNF | 6    | 3    | 10  | 9    | 8      |
| 7    | Jaguar-Cosworth  | 17  | 8    | 10  | 8    | DNF | DNF  | DNF | 10   | DNF    | 11   | 11  | 9   | DNF  | 13  | DNF  | DNF  | DNF | DNF  | 8      |
| 8    | BAR-Honda        | 11  | DNF  | 8   | 10†  | 7   | 7    | 10† | DNF  | DNF    | 12   | 4   | DNF | DNF  | DNF | 8    | 9    | 6   | DNF  | 7      |
| 8    | BAR-Honda        | 12  | DNF  | DNF | DNF  | DNF | DNF  | DNF | DNF  | 8      | 9    | 5   | DNF | DNF  | 12  | 12†  | 6    | 12  | DNF  | 7      |
| 9    | Minardi-Asiatech | 22  | 7    | DNF | 13   | DNQ | DNS  | DNF | DNF  | 14     | DNF  | DNQ | 10  | DNQ  | DNF | DNF  | 13   | DNF | DNF  | 2      |
| 9    | Minardi-Asiatech | 23  | 5    | DNF | 11   | 11  | DNS  | 12  | 11   | 11     | 15   | DNF | 8   | DNF  | 16  | DNF  | DNF  | DNF | 10   | 2      |
| 10   | Toyota           | 24  | 6    | 12  | 6    | DNF | 9    | 8   | DNF  | DNF    | DNF  | DNF | DNF | 9    | 15  | 7    | 11   | 14  | 8    | 2      |
| 10   | Toyota           | 25  | DNF  | 7   | DNF  | DNF | 8    | 9   | DNF  | DNF    | 14   | DNF | 11† | DNF  | 14  | 9    | DNF  | 15  | DNS  | 2      |
| 11   | Arrows-Cosworth  | 20  | DSQ  | 11  | DNF  | DNF | 6    | 11  | 6    | 13     | 13   | DNF | DNQ | DNF  |     |      |      |     |      | 2      |
| 11   | Arrows-Cosworth  | 21  | DSQ  | DNF | DNF  | DNF | DNF  | DNF | 12   | DNF    | 10   | DNF | DNQ | DNF  |     |      |      |     |      | 2      |
| Pos. | Constructeur     | Nr. | AUS  | MAL | BRA  | SMR | SPA  | OOS | MON  | CAN    | EUR  | GBR | FRA | DUI  | HON | BEL  | ITA  | VST | JPN  | Punten |

| Resultaat                       |
| ------------------------------- |
| Winnaar                         |
| Tweede plaats                   |
| Derde plaats                    |
| Gefinisht (punten behaald)      |
| Gefinisht (geen punten behaald) |
| Niet geklasseerd (NC)           |
| Uitgevallen (DNF)               |
| Niet gekwalificeerd (DNQ)       |
| Gediskwalificeerd (DSQ)         |
| Niet gestart (DNS)              |
| Gewond (INJ)                    |
| Uitgesloten (EX)                |
| Teruggetrokken (WD)             |
| Niet deelgenomen (blanco cel)   |
| P Pole position                 |
| S Snelste ronde                 |

† — Coureur is niet gefinisht in de GP, maar heeft wel 90% van de race-afstand afgelegd, waardoor hij als geklasseerd genoteerd staat.
1950 · 1951 · 1952 · 1953 · 1954 · 1955 · 1956 · 1957 · 1958 · 1959 · 1960 · 1961 · 1962 · 1963 · 1964 · 1965 · 1966 · 1967 · 1968 · 1969 · 1970 · 1971 · 1972 · 1973 · 1974 · 1975 · 1976 · 1977 · 1978 · 1979 · 1980 · 1981 · 1982 · 1983 · 1984 · 1985 · 1986 · 1987 · 1988 · 1989 · 1990 · 1991 · 1992 · 1993 · 1994 · 1995 · 1996 · 1997 · 1998 · 1999 · 2000 · 2001 · 2002 · 2003 · 2004 · 2005 · 2006 · 2007 · 2008 · 2009 · 2010 · 2011 · 2012 · 2013 · 2014 · 2015 · 2016 · 2017 · 2018 · 2019 · 2020 · 2021 · 2022 · 2023 · 2024 · 2025 · 2026 
 Lijst van Formule 1 Grand Prix-wedstrijden